# وینونا رایدر
وینونا لورا هاروویتز (به انگلیسی: Winona Laura Horowitz) که با نام هنری وینونا رایدر شناخته می‌شود (زادهٔ ۲۹ اکتبر ۱۹۷۱) بازیگر آمریکایی است. وی یک‌ بار برنده گوی طلایی و دو بار نامزد اسکار و همچنین برنده گرمی شده ‌است.

## اوایل زندگی
وینونا لورا هوروویتز، ۲۹ اکتبر ۱۹۷۱ در وینونا، مینه‌سوتا زاده‌شد. او دختر سینتیا پالمر، نویسنده، تهیه‌کننده و ویراستار ویدیو و مایکل د. هوروویتز، نویسنده، ویراستار، ناشر و کتاب‌فروشی عتیقه‌شناس است. او همچنین به عنوان یک آرشیویست برای مُبَلغ داروهای روان‌گردان، تیموتی لیری (که پدرخوانده او بود) کار می‌کرد. پدرش یهودی است (خانواده او از روسیه و رومانی مهاجرت کرده‌است)، و رایدر خود را یک یهودی خوانده‌است. برخی از خانواده‌اش در هولوکاست کشته شدند. نام خانوادگی پدرش در اصل «تامچین» بود اما زمانی که به ایالات‌متحده مهاجرت کردند به «هوروویتز» تغییر پیدا کرد.
به‌سبب دوستی پدر و مادرش با لورا هاکسلی، همسر نویسنده آلدوس هاکسلی، نام کوچکش را وینونا (نام شهر محل تولدش) گذاشتند. نام هنری او از میچ رایدر، خواننده راک معروف گرفته شد که پدر وینونا از طرف‌داران‌ش بود. پدرش، خداناباور و مادرش، بودایی بوده‌اند. اما او خودش را یهودی می‌داند. رایدر، یک برادر کوچک‌تر به‌نام یوری (به‌افتخار نخستین فضانورد شوروی، یوری گاگارین)، دو برادر و یک خواهر ناتنی از ازدواج پیشین مادرش دارد. ۱۹۷۸، او و خانواده‌اش زمانی‌که او هفت سال داشت به کومون در الک، شهرستان مندوسینو، کالیفرنیا، جایی که با هفت خانواده دیگر در یک زمین ۳۰۰ هکتاری زندگی می‌کردند، نقل‌مکان کردند. ازآنجاکه محل زندگی‌اش، برق و تلویزیون نداشت، او وقت‌ش را صرف خواندن کرد و از طرف‌داران سرسخت جی. دی. سالینجر شد. پس‌ازاین‌که با مادرش چند فیلم در یک نمایش خانوادگی تماشا کردند، به بازیگری علاقه‌مند شد.
او و خانواده‌اش در ۱۰ سالگی به پتالوما، کالیفرنیا نقل‌مکان کردند. ۱۹۸۳، وقتی ۱۲ ساله بود، در تئاتر کنسرواتوار سان فرانسیسکو ثبت نام کرد و آموختن بازیگری را آغاز کرد. همان سال، نزدیک بود در حادثه‌ای غرق شود، و این موجب آب‌هراسی او شد. این ضربه روحی باعث شد تا مشکلاتی در صحنه‌های زیر آب فیلم بیگانه: رستاخیز پیدا کند و هر صحنه را چند بار فیلم‌برداری کنند. او، ۱۹۸۹ از دبیرستان پتالوما با نمره عالی دانش‌آموخته شد.
‎

## زندگی شخصی

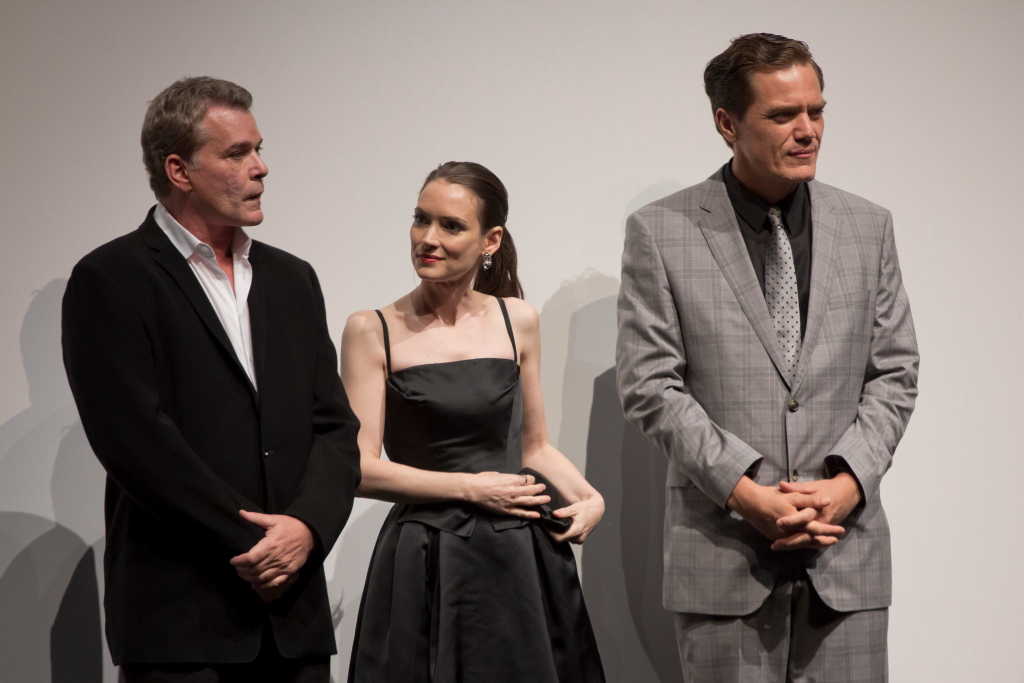
رایدر در کنار ری لیوتا و مایکل شنون در جشنواره بین‌المللی فیلم تورنتو ۲۰۱۲

وی در فیلم ادوارد دست قیچی با جانی دپ بازیگر مشهور آمریکایی آشنا شد اما با مخالفت خانواده‌اش با ازدواج آن‌ها، رابطهٔ عاشقانه‌شان پس‌از ۳ سال به‌هم خورد. پس از آن، او به دیو پیرنر و در اواخر دهه ۱۹۹۰ با مت دیمون رابطه داشت و از ۲۰۱۱، با اسکات مکینلی هان در رابطه بوده ‌است.

### کارهای بشردوستانه
رایدر از ۲۰ سالگی به کارهای بشردوستانه پرداخته و عضو صندوق کالج آمریکایی هند بوده‌است، که آمریکایی‌های کم‌درآمد را به دانشگاه‌ها می‌فرستد

### اختلال روانی
وینونا رایدر به علت دزدی از فروشگاه ها در اثر کلپتومانیا، محاکمه و به پرداخت چندین هزار دلار محکوم شد.

## فیلم‌شناسی

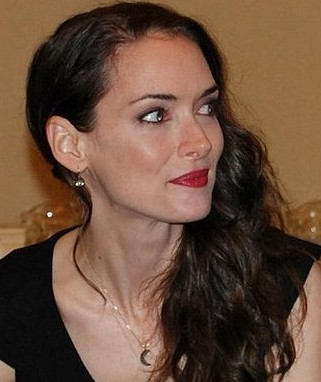
رایدر در سپتامبر ۲۰۱۲

### تلویزیون
| سال  | عنوان                             | نقش                          | کارگردان            |
| ---- | --------------------------------- | ---------------------------- | ------------------- |
| ۱۹۸۶ | لوکاس                             | رینا                         | دیوید سلتزر         |
| ۱۹۸۷ | رقص محلی آمریکا                   | جما دیلارد                   | دنیل پتری           |
| ۱۹۸۸ | بیتل‌جوس                           | لیدیا دیتز                   | تیم برتون           |
| ۱۹۸۸ | ۱۹۶۹                              | بث کار                       | ارنست تامپسون       |
| ۱۹۸۸ | هذرها                             | ورونیکا سایر                 | مایکل لمان          |
| ۱۹۸۹ | گلوله‌های بزرگ آتش                 | میرا گیل لویس                | جیم مک‌براید         |
| ۱۹۹۰ | به خانه خوش آمدید، راکسی کارمایکل | دینکی بوستی                  | جیم آبراهامز        |
| ۱۹۹۰ | ادوارد دست‌قیچی                    | کیم باگز                     | تیم برتون           |
| ۱۹۹۰ | پری‌های دریایی                     | شارلوت فلکس                  | ریچارد بنجامین      |
| ۱۹۹۱ | شب روی زمین                       | کورکی (راننده تاکسی)         | جیم جارموش          |
| ۱۹۹۲ | دراکولای برام استوکر              | ویلهلمینا "میناً هارکر        | فرانسیس فورد کوپولا |
| ۱۹۹۳ | عصر معصومیت                       | می والاند                    | مارتین اسکورسیزی    |
| ۱۹۹۳ | خانه ارواح                        | بلانکا تروبا                 | بیله آگوست          |
| ۱۹۹۴ | نیش واقعی                         | للینا پیرس                   | بن استیلر           |
| ۱۹۹۴ | زنان کوچک                         | ژوزفین "جو" مارچ             | گیلیان آرمسترانگ    |
| ۱۹۹۵ | چطور یک لحاف آمریکایی را می‌سازند  | فین داد                      | جوسلین مورهوس       |
| ۱۹۹۶ | پسرها                             | پتی وار                      | استیسی کوچران       |
| ۱۹۹۶ | در جستجوی ریچارد                  | خانم آنی                     | آل پاچینو           |
| ۱۹۹۶ | بوته آزمایش                       | ابیگیل ویلیامز               | نیکلاس هایتنر       |
| ۱۹۹۷ | بیگانه: رستاخیز                   | انالی کال                    | ژان-پیر ژونه        |
| ۱۹۹۸ | ستاره مشهور                       | نولا                         | وودی آلن            |
| ۱۹۹۹ | دختر، ازهم‌گسیخته                  | سوزانا کیسن                  | جیمز منگولد         |
| ۱۹۹۹ | جان مالکوویچ بودن                 | خودش                         | اسپایک جونز         |
| ۲۰۰۰ | پاییز در نیویورک                  | شارلوت فیلدینگ               | جوآن چن             |
| ۲۰۰۰ | ارواح گمشده                       | مایا لارکین                  | یانوش کامینسکی      |
| ۲۰۰۱ | زولندر                            | خودش                         | بن استیلر           |
| ۲۰۰۲ | آقای دیدز                         | بیب بنت/پم داوسن             | استیون بریل         |
| ۲۰۰۲ | سیمون                             | نیکولا آندرس                 | اندرو نیکول         |
| ۲۰۰۳ | روزی که خدای من مرد               | راوی                         | اندرو لوین          |
| ۲۰۰۴ | قلب از همه‌چیز فریبکارتر است       | روان‌شناس                     | آزیا آرجنتو         |
| ۲۰۰۶ | جایزه داروین                      | سیری تیلور                   | فین تیلور           |
| ۲۰۰۶ | یک پوینده تاریک                   | دونا هاثورن                  | ریچارد لینکلیتر     |
| ۲۰۰۷ | ده                                | کلی لافوندا                  | دیوید وین           |
| ۲۰۰۷ | سکس و مرگ ۱۰۱                     | گیلیان                       | دنیل واترز          |
| ۲۰۰۷ | خوش آمدید                         | سینتیا                       | کیرستن دانست        |
| ۲۰۰۸ | کلمه آخر                          | شارلوت موریس                 | جفری هیلی           |
| ۲۰۰۹ | قطره‌های آب                        | کری                          | بلیک سنت            |
| ۲۰۰۹ | خبرچینان                          | چریل لین                     | گرگور جوردن         |
| ۲۰۰۹ | زندگی شخصی پیپا لی                | ساندرا دولز                  | ربکا میلر           |
| ۲۰۰۹ | خونسرد باش                        | اسکارلت اسمیت                | برادران پالیش       |
| ۲۰۰۹ | پیشتازان فضا                      | آماندا گریسون                | جی. جی. آبرامز      |
| ۲۰۱۰ | قوی سیاه                          | بث مک اینتایر/قوی در حال مرگ | دارن آرونوفسکی      |
| ۲۰۱۱ | معضل                              | جنوا بکمن                    | ران هاوارد          |
| ۲۰۱۲ | فرنکن‌وینی                         | السا ون هلسینگ               | تیم برتون           |
| ۲۰۱۲ | حرف                               | مارتین                       | جی آنانیا           |
| ۲۰۱۲ | آیسمن                             | دبورا کوکلینسکی              | آریل ورومن          |
| ۲۰۱۳ | جبهه خودی                         | شریل موت                     | گری فلدر            |
| ۲۰۱۵ | ازمایشگر                          | ساشا منکین میلگرم            | مایکل آلمریدا       |
| ۲۰۱۸ | مقصد عروسی                        | لیندسی                       | ویکتور لوین         |
| ۲۰۲۲ | رفته در شب                        | کث                           | الی هوروویتز        |
| ۲۰۲۳ | عمارت متروکه                      | پت                           | جاستین سیمین        |
| ۲۰۲۴ | بیتل‌جوس ۲                         | لیدیا دیتز                   | تیم برتون           |

| سال         | عنوان                                   | نقش                    | یادداشت                 |
| ----------- | --------------------------------------- | ---------------------- | ----------------------- |
| ۱۹۹۴        | سیپمسون‌ها                               | آلیسون تیلور (صداپیشه) | قسمت: رقیب لیزا         |
| ۱۹۹۶        | دکتر کاتز، درمان‌شناس حرفه ای            | وینونا (صداپیشه)       | قسمت: مونت کارلو        |
| ۱۹۹۸        | نمایش لری ساندرس                        | خودش                   | قسمت دیگر: فهرست دیگر   |
| ۲۰۰۰        | بیگانگان با شیرینی                      | فرن                    | قسمت: آخرین وسوسه خالی  |
| ۲۰۰۱        | دوستان ( فرندز )                        | ملیسا واربرتون         | قسمت: بوسه بزرگ ریچل    |
| ۲۰۰۲        | پخش زنده شنبه شب                        | میزبان                 | قسمت: وینونا رایدر/موبی |
| ۲۰۱۰        | وقتی عشق کافی نیست: داستان لوئیس ویلسون | لوئیس ویلسون           | فیلم تلویزیونی          |
| ۲۰۱۳–۲۰۱۴   | تاریخ مست                               | مری دایر/پگی شیپن      | ۲ قسمت                  |
| ۲۰۱۴        | ترکس و کایکوس                           | ملین فال               | فیلم تلویزیونی          |
| ۲۰۱۵        | یک قهرمان نشانم بده                     | ونی رستیانو            | ۴ قسمت                  |
| ۲۰۱۶–تاکنون | چیزهای عجیب                             | جویس بایرز             | نقش اصلی                |
| ۲۰۲۰        | توطئه علیه آمریکا                       | اویلین فینکل           | نقش اصلی                |

## جوایز

### مراسم اسکار
| سال  | عنوان اثر   | دسته‌بندی                  | نتیجه    |
| ---- | ----------- | ------------------------- | -------- |
| ۱۹۹۳ | عصر معصومیت | بهترین بازیگر نقش مکمل زن | نامزدشده |
| ۱۹۹۴ | زنان کوچک   | بهترین بازیگر نقش اول زن  | نامزدشده |

### مراسم گلدن گلوب
| سال  | عنوان اثر   | دسته‌بندی                        | نتیجه    |
| ---- | ----------- | ------------------------------- | -------- |
| ۱۹۹۱ | پری دریایی  | بهترین بازیگر نقش مکمل زن       | نامزدشده |
| ۱۹۹۳ | عصر معصومیت | بهترین بازیگر نقش مکمل زن       | برنده    |
| ۲۰۱۶ | چیزهای عجیب | بهترین بازیگر زن درام تلویزیونی | نامزدشده |

### مراسم بفتا
| سال  | عنوان اثر   | دسته‌بندی                  | نتیجه    |
| ---- | ----------- | ------------------------- | -------- |
| ۱۹۹۳ | عصر معصومیت | بهترین بازیگر نقش مکمل زن | نامزدشده |

### مراسم انجمن بازیگران
| سال  | عنوان اثر                               | دسته‌بندی                                            | نتیجه    |
| ---- | --------------------------------------- | --------------------------------------------------- | -------- |
| ۱۹۹۵ | چطور یک لحاف آمریکایی را می‌سازند        | بهترین عملکرد توسط بازیگران                         | نامزدشده |
| ۲۰۱۰ | وقتی عشق کافی نیست: داستان لوئیس ویلسون | بهترین بازیگر زن در یک فیلم تلویزیونی یا مینی سریال | نامزدشده |
| ۲۰۱۰ | قوی سیاه                                | بهترین عملکرد توسط بازیگران                         | نامزدشده |
| ۲۰۱۶ | چیزهای عجیب                             | بهترین بازیگر زن درام                               | نامزدشده |
| ۲۰۱۶ | چیزهای عجیب                             | بهترین گروه درام                                    | برنده    |
| ۲۰۱۷ | چیزهای عجیب                             | بهترین گروه درام                                    | نامزدشده |